# Diocesi di Vegesela di Numidia
La diocesi di Vegesela di Numidia (in latino Dioecesis Vegeselitana in Numidia) è una sede soppressa e sede titolare della Chiesa cattolica.

## Storia
Vegesela di Numidia, identificabile con Ksar el Kelb nell'odierna Algeria, è un'antica sede episcopale della provincia romana di Numidia.
Sono quattro i vescovi attribuiti con certezza a questa diocesi africana. Alla conferenza di Cartagine del 411, che vide riuniti assieme i vescovi cattolici e donatisti dell'Africa romana, presero parte il cattolico Regino e il donatista Gavino (Gabinus). Questi due vescovi sono documentati anche in altre occasioni.
Regino è già documentato nel 397, per la sua partecipazione al concilio di Cartagine di quell'anno, dove la sua firma si trova tra le sottoscrizioni degli atti della seduta del 28 agosto. È probabile che Regino di Vegesela di Numidia sia da identificare con l'omonimo vescovo il cui nome si trova in testa alla lista di 20 vescovi scelti dal concilio di Cartagine del 13 settembre 401 per procedere alla nomina del nuovo vescovo di Ippona Zarito, dopo la destituzione di Equizio. Nel 411 Regino, pur presente a Cartagine, non poté prendere parte alla conferenza perché malato, e dette mandato a Valentino di Baia di sottoscrivere gli atti al posto suo.
Data la rarità del nome, il vescovo Gavino è quasi certamente da identificare con l'omonimo vescovo di cui parla Gaudenzio di Tamugadi in una sua lettera datata tra il 419 e il 422. Secondo Gaudenzio, Gavino lasciò il donatismo e si convertì al cattolicesimo solo per paura delle persecuzioni; questa interpretazione dei fatti fu contestata da sant'Agostino.
Terzo vescovo noto di Vegesela è Donaziano, il cui nome figura al 59º posto nella lista dei vescovi della Numidia convocati a Cartagine dal re vandalo Unerico nel 484; Donaziano, come tutti gli altri vescovi cattolici africani, fu condannato all'esilio.
Ianuario, uno dei consacrati del vescovo Bonifacio di Cartagine, prese parte al concilio cartaginese del mese di febbraio del 525 e il suo nome si trova al 2º posto nella lista delle sottoscrizioni della prima seduta, il 5 febbraio; lo stesso vescovo intervenne anche nella seconda seduta, il 6 febbraio.
A questa diocesi è assegnato anche il vescovo Privato, che prese parte al concilio cartaginese del 345/348. Tutti gli autori lo indicano come vescovo di Vegesela di Bizacena. Gli atti tuttavia non indicano la provincia di appartenenza di questo vescovo, motivo per cui, secondo Mandouze, potrebbe essere vescovo o di Vegesela di Bizacena o di Vegesela di Numidia.
Dal 1933 Vegesela di Numidia è annoverata tra le sedi vescovili titolari della Chiesa cattolica; dal 26 febbraio 2025 il vescovo titolare è Josaphat Jackson Bududu, vescovo ausiliare di Tabora.

## Cronotassi

### Vescovi residenti
- Privato ? † (menzionato nel 345/348)
- Regino † (prima del 397 - dopo il 411)
  - Gavino † (prima del 411 - dopo il 419/422 ?) (vescovo donatista)
- Donaziano † (menzionato nel 484)
- Ianuario † (prima del 523 - dopo il 525)

### Vescovi titolari
- Idílio José Soares † (21 novembre 1966 - 10 dicembre 1969 deceduto)
- Eduardo Larraín Cordovez † (2 febbraio 1970 - 20 ottobre 1970 deceduto)
- Fernando Ramón Prego Casal † (13 novembre 1970 - 24 luglio 1971 nominato vescovo di Cienfuegos-Santa Clara)
- Moacyr Grechi, O.S.M. † (20 luglio 1973 - 26 maggio 1978 dimesso)
- Severo Aparicio Quispe, O. de M. † (11 dicembre 1978 - 6 maggio 2013 deceduto)
- Juarez Delorto Secco (7 giugno 2017 - 13 dicembre 2023 nominato vescovo di Caratinga)
- Josaphat Jackson Bududu, dal 26 febbraio 2025